# Gran Premio motociclistico di Finlandia 1963
Il Gran Premio motociclistico di Finlandia fu il nono appuntamento del motomondiale 1963.
Si svolse il 1º settembre 1963 a Tampere. Erano in programma le classi 50 125, 350 e 500.
Doppietta di Mike Hailwood in 350 e 500. Nella mezzo litro il britannico si riconfermò campione del mondo, mentre in 350 si avvicinò al rivale Jim Redman, secondo in gara.
Hugh Anderson vinse in 125 e finì terzo in 50 a causa di una caduta che avvantaggiò Hans-Georg Anscheidt.

## Classe 500

### Arrivati al traguardo
| Pos. | Pilota              | Moto      | Tempo     | Punti |
| ---- | ------------------- | --------- | --------- | ----- |
| 1    | Mike Hailwood       | MV Agusta | 59' 49" 6 | 8     |
| 2    | Alan Shepherd       | Matchless | +1 giro   | 6     |
| 3    | Mike Duff           | Matchless | +1 giro   | 4     |
| 4    | Fred Stevens        | Norton    | +2 giri   | 3     |
| 5    | Syd Mizen           | Norton    | +2 giri   | 2     |
| 6    | Nikolaj Sevast'ânov | CKEB      | +2 giri   | 1     |
| 7    | Anssi Resko         | Matchless |           |       |
| 8    | Hannu Kuparinen     | Norton    |           |       |
| 9    | Bosse Granath       | Matchless |           |       |
| 10   | Tauno Nurmi         | Norton    |           |       |
| 11   | Antero Ventoniemi   | Norton    |           |       |

### Ritirati
| Pilota               | Moto      | Motivo ritiro |
| -------------------- | --------- | ------------- |
| Endel Kiisa          | CKEB      |               |
| Sven-Olof Gunnarsson | Norton    |               |
| Roland Föll          | Matchless |               |
| John Hartle          | Gilera    |               |
| Pentti Lehtelä       | Norton    |               |
| Veikko Sulasaari     | Norton    |               |

## Classe 350

### Arrivati al traguardo
| Pos. | Pilota               | Moto      | Tempo        | Punti |
| ---- | -------------------- | --------- | ------------ | ----- |
| 1    | Mike Hailwood        | MV Agusta | 1h 00' 53" 5 | 8     |
| 2    | Jim Redman           | Honda     | +1' 16" 7    | 6     |
| 3    | Sven-Olof Gunnarsson | Norton    |              | 4     |
| 4    | Nikolaj Sevast'ânov  | CKEB      |              | 3     |
| 5    | Luigi Taveri         | Honda     |              | 2     |
| 6    | Veikko Sulasaari     | Norton    |              | 1     |

## Classe 125

### Arrivati al traguardo
| Pos. | Pilota         | Moto   | Tempo     | Punti |
| ---- | -------------- | ------ | --------- | ----- |
| 1    | Hugh Anderson  | Suzuki | 52' 00" 5 | 8     |
| 2    | Luigi Taveri   | Honda  | +1' 26" 6 | 6     |
| 3    | Alan Shepherd  | MZ     | +1' 30" 9 | 4     |
| 4    | László Szabó   | MZ     | +1 giro   | 3     |
| 5    | Jim Redman     | Honda  | +2 giri   | 2     |
| 6    | Gary Dickinson | Honda  | +2 giri   | 1     |

## Classe 50

### Arrivati al traguardo
| Pos. | Pilota               | Moto     | Tempo     | Punti |
| ---- | -------------------- | -------- | --------- | ----- |
| 1    | Hans-Georg Anscheidt | Kreidler | 36' 07" 7 | 8     |
| 2    | Mitsuo Itoh          | Suzuki   | +6" 4     | 6     |
| 3    | Hugh Anderson        | Suzuki   | +47" 7    | 4     |
| 4    | Isao Morishita       | Suzuki   |           | 3     |
| 5    | Alberto Pagani       | Kreidler |           | 2     |
| 6    | Matti Salonen        | Prykija  |           | 1     |

## Fonti e bibliografia
- El Mundo Deportivo, 2 settembre 1963, pag. 6.
- Risultati della 500 su autosport.com, su autosport.com.
- Risultati della 125 su gazzetta.it, su xml.temporeale.gazzetta.it.